# Кафеландия (Парана)
Кафеландия (порт. Cafelândia) — муниципалитет в Бразилии, входит в штат Парана. Составная часть мезорегиона Запад штата Парана. Входит в экономико-статистический микрорегион Каскавел. Население составляет 13 397 человек на 2006 год. Занимает площадь 271,724 км². Плотность населения — 49,3 чел./км².

## Статистика
- Валовой внутренний продукт на 2003 год составляет 358 534 793,00 реалов (данные: Бразильский институт географии и статистики).
- Валовой внутренний продукт на душу населения на 2003 год составляет 29 000,63 реалов (данные: Бразильский институт географии и статистики).
- Индекс развития человеческого потенциала на 2000 год составляет 0,787 (данные: Программа развития ООН).

## География
Климат местности: субтропический гумидный.